# Поличка
Поличка (чеш. Polička, нем. Politschka) — город на востоке Чехии, в районе Свитави Пардубицкого края. Население — 8 903 человека (2013). Община с расширенными полномочиями.
Город находится в 17 км западнее районного центра Свитави, поблизости от исторической границы Чехии и Моравии и
является естественными воротами в Здарские горы, одного из самых красивых мест Чешско-Моравской возвышенности.

## Части городы
Город состоит из 5 районов, в том числе:
- Верхнее Предместье (Horní Předměstí)
- Нижнее Предместье (Dolní Předměstí)
- Поличка-Город (Polička-Město)
- Лезник (Lezník)
- Стршитеж (Střítež)
- Модржец (Modřec)

## История

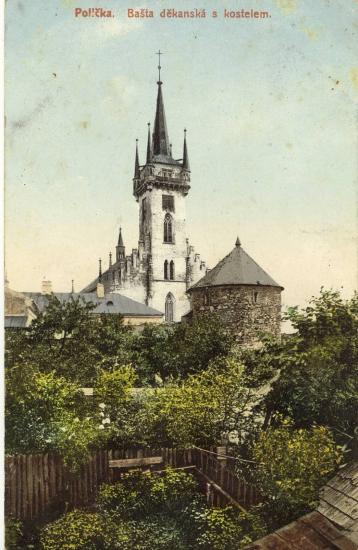
Колокольня Костёла Святого Иакова. Архивная почтовая открытка

Поличка была заложена как королевский город чешским королём Пржемыслом Отакаром II в 1265 году. Позже здесь осели поселенцы из северной Германии. Город процветал благодаря дороге, ведущей из Центральной Чехии, к крупным торговым центрам Моравии и разным предоставляемым привилеям. Здесь в раннем периоде существования города были построены костел, крепостные стены с четырьмя городскими деревянными воротами. В прошлом город выступал как приданое чешских королев и в XVIII веке был среди самых богатых городов Восточной Чехии.

## Галерея

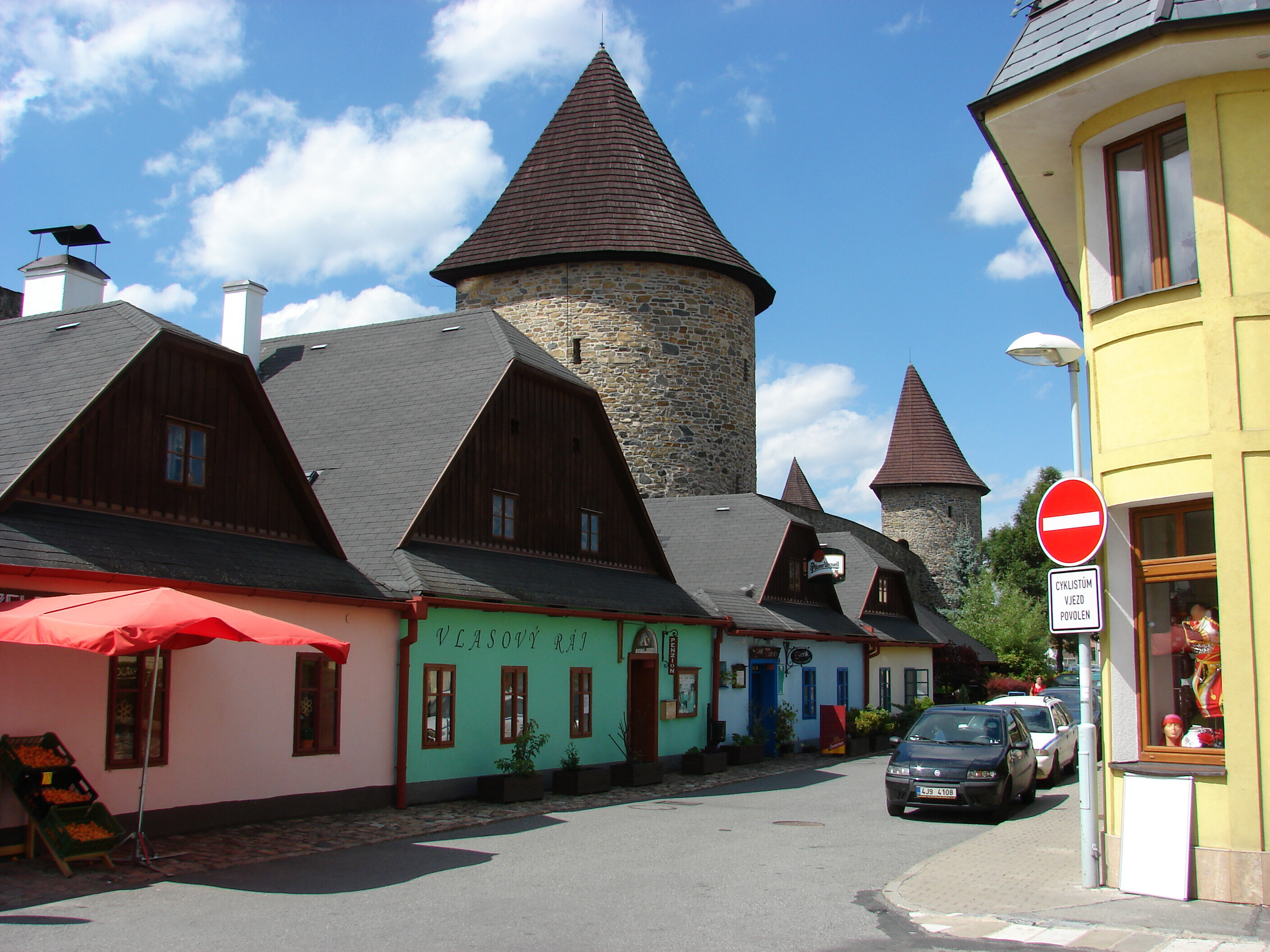
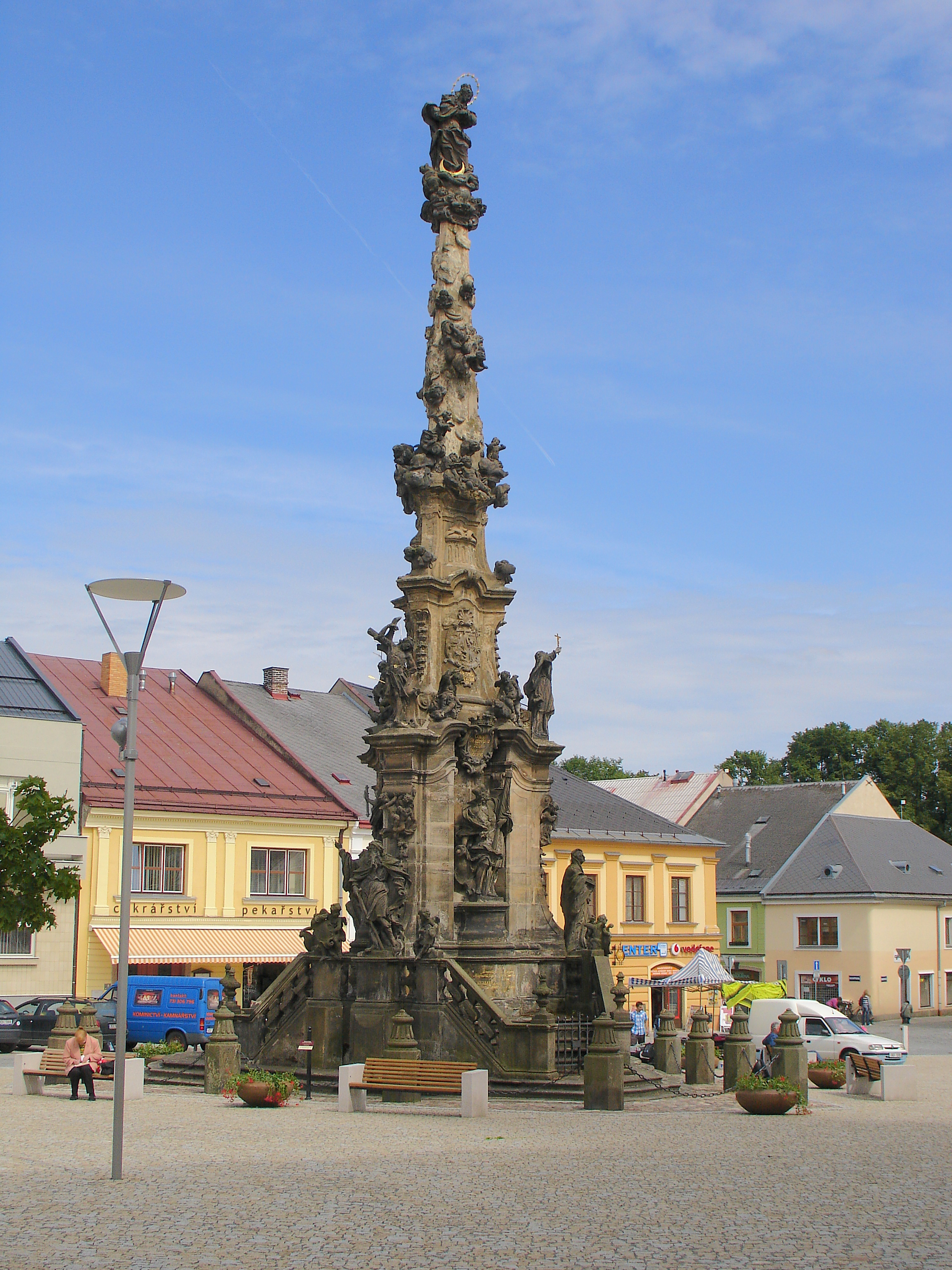
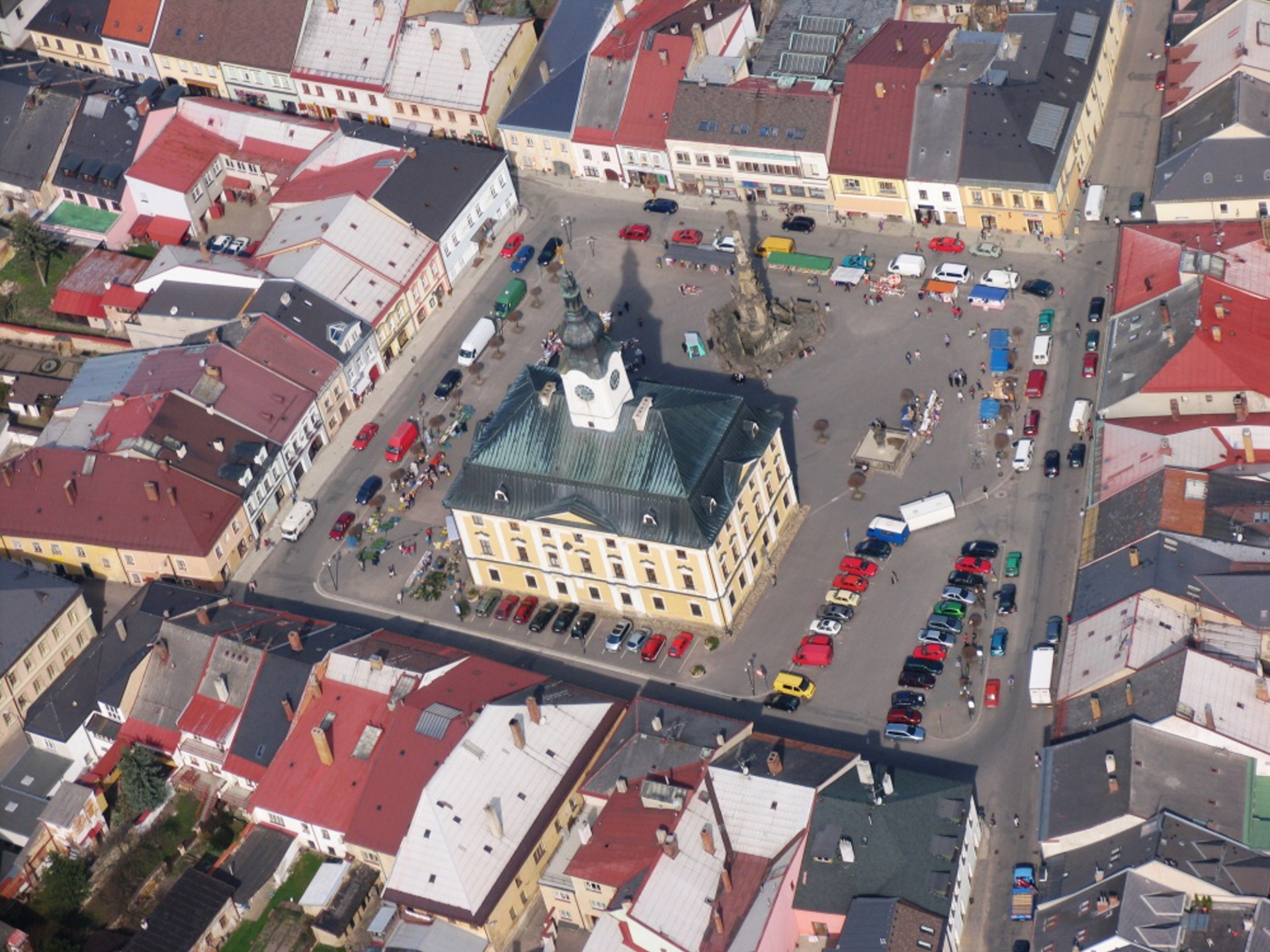

## Население
| Год  | Численность | Численность |
| ---- | ----------- | ----------- |
| 1869 | 5531        | [ 4 ]       |
| 1880 | 5746        | [ 4 ]       |
| 1890 | 5691        | [ 4 ]       |
| 1900 | 6163        | [ 4 ]       |
| 1910 | 6453        | [ 4 ]       |
| 1921 | 6216        | [ 4 ]       |
| 1930 | 7276        | [ 4 ]       |
| 1950 | 6451        | [ 4 ]       |
| 1961 | 6863        | [ 4 ]       |
| 1970 | 7266        | [ 4 ]       |
| 1980 | 8972        | [ 4 ]       |
| 1991 | 8987        | [ 4 ]       |
| 2001 | 9187        | [ 4 ]       |
| 2014 | 8870        | [ 5 ]       |
| 2016 | 8783        | [ 6 ]       |
| 2017 | 8746        | [ 7 ]       |
| 2018 | 8751        | [ 8 ]       |
| 2019 | 8748        | [ 9 ]       |
| 2020 | 8813        | [ 10 ]      |
| 2021 | 8808        | [ 11 ]      |
| 2022 | 8710        | [ 12 ]      |
| 2023 | 8910        | [ 13 ]      |
| 2024 | 8939        | [ 2 ]       |

## Достопримечательности
- Крепостные стены длиной 1220 м окружающие весь исторический центр города.
- Квадратная центральная площадь
- Марианская колона (чумовой столб) — один из самых красивых в Чехии
- Городская ратуша с стиле барокко
- Городская галерея
- Костёл Святого Иакова Большего в Поличке с родным помещением Богуслава Мартину (внесен в Список национальных памятников культуры Чешской Республики).

## Города-побратимы
- Майлен, Швейцария